# Нарымбетов, Молдакул Султанович
Молдакул Султанович Нарымбетов (5 января 1948, с. Глаба-Сай, Южно-Казахстанская область — 13 февраля 2012) — казахский художник, лидер арт-группы «Кызыл трактор», один из ярчайших представителей современного искусства Казахстана.

## Биография
Родился в 1948 году в селе Глаба-Сай Южно-Казахстанской области (ныне — Узбекистан).
В 1974 году окончил Ташкентское художественное училище им. Бенькова. В 1990 году окончил художественно-графический факультет Казахского Государственного педагогического института им. Абая.
Молдакул Нарымбетов был одним из лидеров группы «Кызыл трактор», образованной в Чимкенте в 1990 году (до 1995 года называлась «Трансавангард»).
С 1977 года, он принял участие в более чем сорока международных выставках. Активно работал с Маратом Гельманом. Открыл школу современного искусства.
В октябре 2011 года в Перми были установлены арт-объекты Молдакула Нарымбетова — «Жук-скарабей» и «Черный Ангел», изготовленные из более тысячи старых автомобильных покрышек.
Молдакул Нарымбетов снискал гораздо большую популярность в России, нежели в Казахстане.

## Персональные выставки и проекты
- 2013 — Государственный музей искусств Республики Казахстан им. Кастеева, Алма-Ата.[5][6]